# Front large (Pérou)
 (avril 2017).
Si vous disposez d'ouvrages ou d'articles de référence ou si vous connaissez des sites web de qualité traitant du thème abordé ici, merci de compléter l'article en donnant les références utiles à sa vérifiabilité et en les liant à la section « Notes et références ».
Le Front large pour la justice, la vie et la liberté (en espagnol : El Frente Amplio por Justicia, Vida y Libertad), plus couramment appelé Front large (en espagnol : Frente Amplio, abrégé en FA), est une coalition politique de partis, organisations et mouvements sociaux péruviens dont le principal objectif est de renforcer les différentes composantes de gauche, progressistes et socialistes.

## Fondation
Le Front large a été fondé le 21 juin 2013, en regroupant les formations politiques suivantes :  
| Parti | Parti                                       | Idéologie          | Leader                   |
| ----- | ------------------------------------------- | ------------------ | ------------------------ |
|       | Mouvement Sème                              | Autonomisme        | -                        |
|       | Terre et Liberté                            | Ecosocialisme      | Marco Arana              |
|       | Coordination Nationale Progressiste         | Maoïsme            | Armida Huerta            |
|       | Mouvement de Libération du 19 Juillet       | Marxisme-léninisme | -                        |
|       | Intégration étudiante                       | Mouvement étudiant | -                        |
|       | Joint                                       | Trotskisme         | Enrique Fernández Chacón |
|       | Monde vert                                  | Ecosocialisme      | Martina Portocarrero     |
|       | Centrale unitaire des travailleurs du Pérou | Syndicalisme       | Julio César Bazán        |

## Idéologies
Le Front large se positionne pour une politique ouvertement de gauche. 
Il souhaite mener une politique de transparence, permettre aux citoyens de s'engager en politique grâce à la démocratie participative, ainsi que de décentraliser les pouvoirs politiques, fiscaux et administratifs. 
Il veut s'engager sur le plan écologique en généralisant les énergies renouvelables dans tout le pays, et en protégeant la biodiversité du pays des activités humaines, prévoyant notamment une politique de reboisement, la lutte contre la déforestation et les exploitations illégales. 
Sur le plan économique, il souhaite interdire les monopoles et oligopoles dans l'économie du pays, en priorisant une économie pluraliste et sociale de marché, régulée par l'État. Il souhaite aussi développer la production locale, améliorer les aides aux petites et moyennes entreprises, protéger davantage les syndicats, ainsi qu'améliorer les conditions de travail dans le pays. 
Face à la pauvreté, le parti souhaite pouvoir augmenter les salaires minimums ainsi que les pensions de retraite. Il est favorable à un grand investissement dans l'éducation pour permettre à tous les enfants d'aller à l'école. Le parti propose un plan social afin d'éradiquer les inégalités, en particulier celui d'améliorer le droit des femmes, ainsi que de mener une politique antiraciste pour que le pays atteigne les objectifs demandés dans les droits de l'homme.
Le parti veut garantir une protection envers les peuples autochtones dans le pays et leur faire bénéficier de plus d'autonomies dans certaines régions du pays.
Il se prononce également en faveur d'une révision des traités de libre-échange, ainsi que d'une meilleure coopération entre les États sud-américains.